# Strano fascino
Strano fascino (Strange Fascination) è un film del 1952, diretto da Hugo Haas. 

## Trama
Un uomo, in piedi presso l'uscita di servizio della Carnegie Hall di New York, sta ascoltando le note finali di un concerto per pianoforte e orchestra che stanno eseguendo all'interno del teatro. Poi si reca sul palco di un piccolo teatrino parrocchiale, vuoto, e accenna qualche accordo al pianoforte con una mano.
L'uomo è Paul Marvan, divorziato, pianista di talento. Egli ricorda la propria storia. Dopo una sua esibizione al Festival di Salisburgo Paul incontra la ricca vedova americana Diana Fowler, coi suoi due figli June e Walter. La donna convince Paul a intraprendere un tour di concerti negli Stati Uniti. Durante la sua permanenza americana, Diana funge da mecenate per Paul, ospitandolo inizialmente a casa propria (con disappunto dei figli), e aiutandolo finanziariamente, soprattutto nel pagamento dei salati premi che egli deve corrispondere regolarmente per l'assicurazione delle proprie mani per una cifra elevatissima. Nel corso del tour Paul fa accidentalmente la conoscenza di Margo, ballerina in un locale notturno. Nonostante la grande differenza di età (Margo è molto più giovane) e di posizione sociale e culturale, Paul e Margo finiscono con lo sposarsi.
La tournée, che avrebbe dovuto avere come tappa finale la Carnegie Hall, viene a essere interrotta per il maltempo che provoca diverse emergenze ambientali, e nello stesso tempo il sostegno di Diana e del suo agente comincia a venir meno. Per la coppia iniziano tempi finanziariamente difficili: Paul inizia a vendere alcuni suoi oggetti di valore, è costretto a esibirsi in numeri di café-chantant in locali di second'ordine, e nello stesso tempo, roso dalla gelosia nei confronti della moglie, non permette che Margo prosegua la propria carriera di ballerina e modella, che la vede spesso in compagnia del suo partner artistico, il giovane Carlo.
Paul e Margo parlano della loro situazione, e convengono sul fatto che il matrimonio sia stato un errore; Margo vorrebbe lasciarlo, ma Paul confessa di sentire un'inspiegabile attrazione verso di lei, che non gli consente di lasciarla andare per la sua strada. In visita a un editore, nel tentativo di piazzare una propria composizione, tentativo andato a vuoto poiché non viene richiesta musica colta, ciò che Paul può offrire, ma canzoni popolari, egli inserisce volontariamente la mano destra in una rotativa, facendo apparire la cosa come un incidente, per incassare il denaro dell'assicurazione.
Mentre Paul è in ospedale Diana cerca di contattare Margo facendole telefonare dalla figlia June, ma senza esito. Alla fine Margo e Diana hanno un chiarimento, nel corso del quale emerge che Diana aveva amato Paul, tempo prima, senza che lui lo immaginasse, ma che ora non poteva aiutarlo; mentre appare chiaro che Carlo ha delle mire su Margo, cosa anche questa insospettata dalla donna. Dimesso dall'ospedale, dove gli hanno detto che molto probabilmente non potrà più suonare, Paul torna a casa trova un biglietto della moglie, che verosimilmente lo informa della propria partenza, e nello stesso tempo riceve una telefonata dall'assicurazione che, essendo emerso che l'azione del pianista era stata volontaria, rifiuta di rifonderlo.
Finito il suo preludiare con la mano sinistra, ancora funzionante, sul pianoforte del teatrino, Paul sente uno scroscio di applausi, e si accorge che la sala è piena di un pubblico di vagabondi riuniti per una soirée di beneficenza, che gli richiede di suonare qualcosa di più leggero. Mentre attacca un boogie-woogie Paul volta lo sguardo e scorge, all'entrata della platea, Diana, accompagnata dalla figlia.